# Carcharhinus acarenatus
Carcharhinus acarenatus – gatunek rekina z rodziny żarłaczowatych (Carcharhinidae). Przez niektórych naukowców uznawany za ważny, przez innych za młodszy synonim żarłacza miedzianego (C. brachyurus). 

## Taksonomia i filogenetyka
Gatunek ten opisali po raz pierwszy hiszpańscy ichtiolodzy Juan Moreno i Angeles Hoyos w 1983 roku na łamach Bulletin de la Société Française d’Ichtyologie. Za okaz typowy (holotyp) posłużył niedojrzały osobnik płci męskiej mierzący 174 cm, złapany 20-24 km od południowego wybrzeża Hiszpanii na głębokości 270-360 m, o numerze katalogowym VBCM 816. Prócz holotypu autorzy opisali również 4 paratypy: dorosłego samca o długości 252 cm (VBCM 817) oraz trzy dojrzałe samice mierzące 217, 249 i 234 cm (VBCM 818, 819 i 820). Największa z nich (VBCM 819) była ciężarna – w macicy znajdowało się 13 w pełni rozwiniętych embrionów.
Jednakże z uwagi na niedokładność opisu, późniejsi autorzy (między innymi Leonard Compagno czy Jose Castro) uznali takson ten za młodszy synonim żarłacza miedzianego (C. brachyurus). Wątpliwość wzbudziło kilka nieprawidłowości zawartych w pracy Moreno i Hoyosa, choćby zarys holotypu płci męskiej, przypominającego bardziej samicę, niż samca.
W 2011 roku niemieccy biolodzy Matthias Voigt i Dietmar Weber wydali książkę pt. Field Guide for Sharks of the Genus Carcharhinus, w której wskrzeszają oraz uznają C. acarenatus za ważny gatunek. Jednakże i ta praca została podana w wątpliwość przez szereg naukowców, z uwagi choćby na niezapoznanie się przez autorów z materiałem badawczym oraz oparcie teorii jedynie na rycinach, danych oraz grafikach z oryginalnej pracy Hiszpanów z 1983 roku. Dodatkowo Voigt i Weber w pierwszej części pracy (w kluczu do rodzaju Carcharhinus) wskazują, że zarówno C. acarenatus, jak i C. brachyurus nie posiadają wyraźnego łuku międzygrzbietowego, podczas gdy dalej jedną z ważniejszych różnic pomiędzy oboma taksonami jest obecność wyraźnego łuku międzygrzbietowego u C. acarenatus i jego brak u C. brachyurus.
William White w 2012 roku uznał, że wskrzeszone przez Voigta i Webera taksony (C. acarenatus, ale i również C. wheeleri) wymagają dalszych badań w celu ustalenia ich ważności. W tym samym roku Gavin Naylor i inni przeprowadzili analizę mitochondrialnego locus NADH-2 u 10 osobników żarłacza miedzianego – siedmiu z Południowej Afryki oraz po jednym z wód przybrzeżnych portugalskiej Madeiry, Australii i Tajwanu. W przeciwieństwie do pozostałych 9 okazów, osobnik wyłowiony u wybrzeży Portugalii (MMF 39543) wykazywał różnice, wystarczająco wyraźne do uznania go za odrębny gatunek. Autorzy pracy uznali, że jeżeli dane te zostaną potwierdzone, konieczne może być wskrzeszenie jednego z synonimów C. brachyurus, czyli najprawdopodobniej C. acarenatus (wyróżnionego również na wschodzie Atlantyku).

## Występowanie
Gatunek ten występuje w Atlantyku w zachodniej części w Zatoce Meksykańskiej oraz u wybrzeży Brazylii i Argentyny, natomiast we wschodniej części w okolicy RPA, w basenie Morza Śródziemnego oraz przy wybrzeżach centralnej Afryki. Występuje także w Oceanie Spokojnym, w jego zachodniej części od wybrzeży Japonii do Nowej Zelandii, natomiast we wschodniej części, w Zatoce Kalifornijskiej oraz u wybrzeży Chile. 
Preferuje wody przybrzeżne, pływa w okolicy raf koralowych, jednak występuje do głębokości 360 metrów. Zaobserwowano go głównie w strefie subtropikalnej. 

## Charakterystyka
Zwyczajowo osiąga około 240 cm długości, jednak największy osobnik miał 325 cm. Maksymalna masa jaką zmierzono wynosiła 304,6 kg. Zbadano również, że może żyć nawet 30 lat.
Ma duży, szpiczasty pysk. Ma szary grzbiet oraz biały brzuch.
Wiosną oraz latem migruje w północe rejony swojego obszaru, a jesienią oraz zimą na południe.  
Młode mogą rodzić się przez cały rok, nie ma określonego sezonu tarła, jednak najwięcej osobników rodzi się latem. Rodzi się zwykle od 7 do 20 osobników, które mają od 59 do 70 cm długości. 